# Britisch-Nordamerika
Die Bezeichnung Britisch-Nordamerika, englisch British North America, kam nach der amerikanischen Revolution auf, um die beim Mutterland Großbritannien verbliebenen Kolonien auf dem nordamerikanischen Kontinent zu bezeichnen, die heute in der Nation Kanada aufgegangen sind.
Geführt wurde Britisch-Nordamerika vor Ort, als Vertreter des britischen Monarchen, durch den Generalgouverneur von Britisch-Nordamerika.
In der historischen Fachliteratur wird mit diesem Begriff darüber hinaus das britische Kolonialreich in Nordamerika in der Zeit vor der Unabhängigkeit der USA bezeichnet und schließt deren Gebiet, soweit es zum Kolonialreich gehörte, damit ein (siehe British America).